# Kalvarienberg Leoben

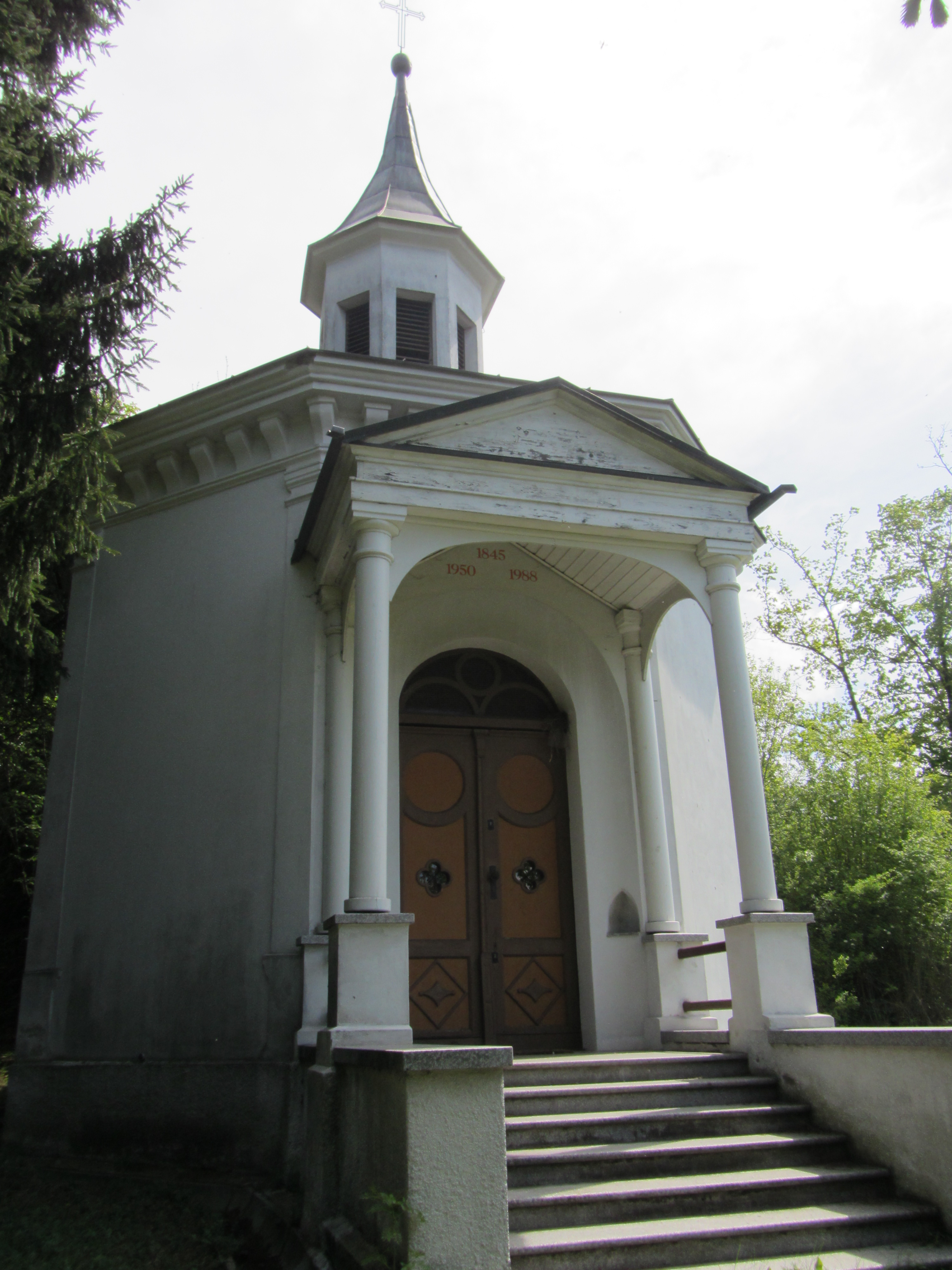
Kalvarienbergkapelle

Der Leobener Kalvarienberg (ehemals Mayrkogel genannt) befindet sich auf einem Hügel (661 m ü. A.), auf der rechten Seite der Mur gelegen, im Stadtteil Göß. Die Anlage steht unter Denkmalschutz (Listeneintrag).

## Geschichte
Der ursprüngliche Leobener Kalvarienberg (1687–1795) befand sich auf einem Felsen am Ausgang des Pölzgrabens (heute zur Gemeinde Niklasdorf gehörend). Dieser Felsen wurde „Teufelswandl“ genannt und galt als eine ehemalige slawische Kultstätte, welche dem slawischen Gott der Finsternis Črni Bog (dem Schwarzgott) geweiht war. Zu christlichen Anbetungszeiten wurde dieser Ort später von den Leobener Dominikanern betreut. Nachdem auch der christliche Kultort verfallen war und daraufhin veräußert wurde, fiel das „Teufelswandl“ 1868 dem Bau der Südbahn zum Opfer.

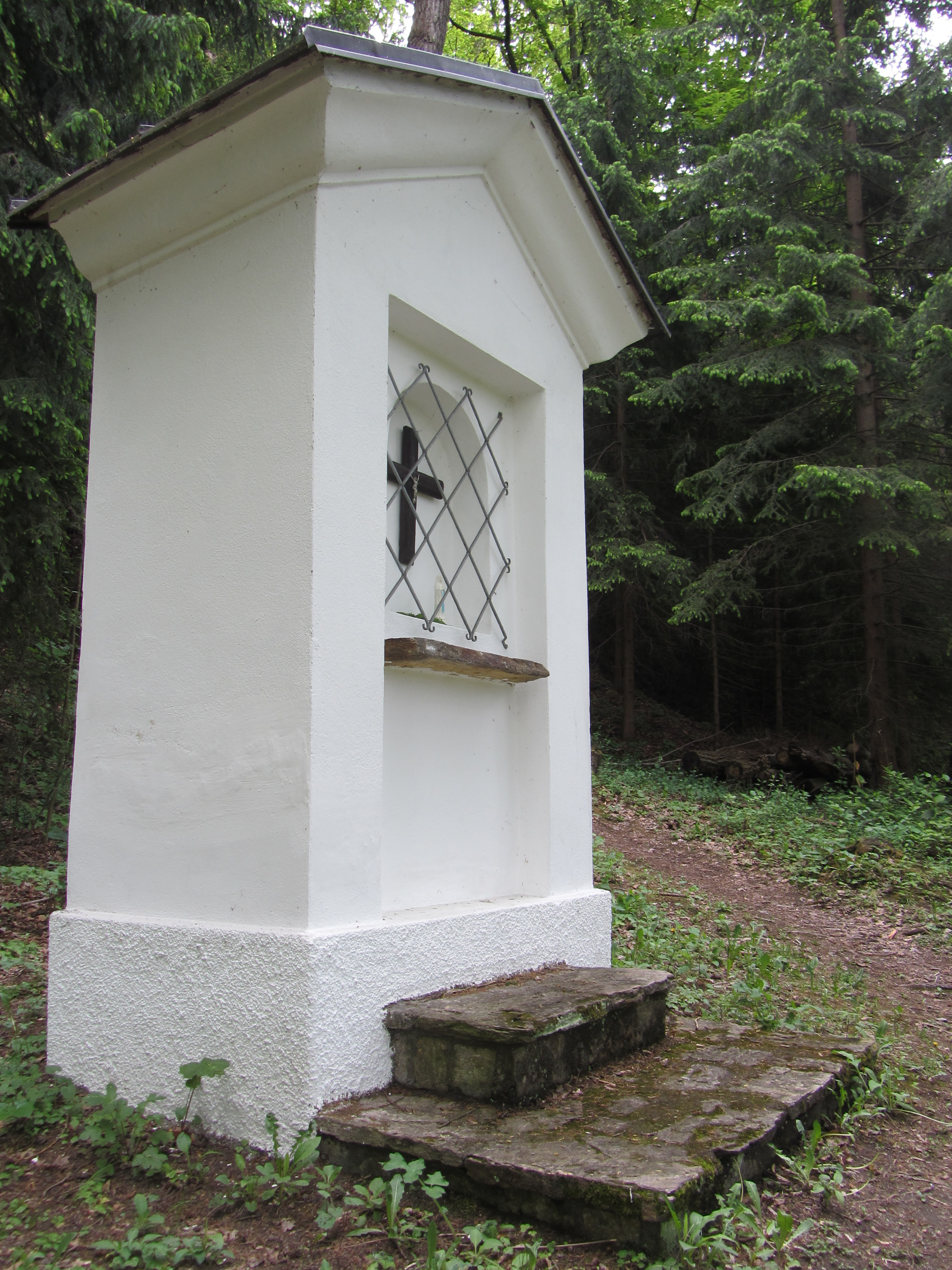
Bildstock am Kalvarienberg

Der jetzige Gösser Kalvarienberg wurde in der Zeit von 1842 bis 1845 erbaut. Er beinhaltete zwölf gemauerte Wegstationen, die Kalvarienkreuze und eine Grabkapelle, wobei sich um die Erbauung die Gösser Pfarre bemühte, aber auch Adelige sich dafür einsetzten: Kaiser Franz Joseph besuchte einst diese christliche Gedenkstätte und hat, wie auch Erzherzog Johann, einen finanziellen Beitrag dafür geleistet.
Die Kalvarienstätte wurde 1845 vom Brucker Propst in Anwesenheit von viertausend Anwesenden eingeweiht. Eine zeitgenössische Schrift berichtet 1845 darüber:

„Bei der Einführungspredigt die Predigt von Geistlichen Herrn Anton Gschuchi, derzeit provisorischer Pfarrer in Röthelstein, eine sehr schöne, lehrreiche und anpassende Rede zu diesen Feste von Leiden und Sterben Jesu, abgetheilt in einen Eingang von denen Stiftern und Wohlthätern dieses Berg Calvari, dann 3 Theilen 1ter Leiden Jesu, 2ter den verworfenen Schächer zur Linken, 3ter den reumütigen Schächer zur Rechten und den Schluß, ‚Ziehe die Schuhe aus, denn der Ort ist heilig‘, den wir oft besteigen sollen.“

Am 24. August 1844 erhielt die Kapelle auch ihre erste Glocke. Sie erhielt den Namen Maria.
War der Ort einst dem Verfall nahe, fanden sich immer wieder engagierte Leobener Bürger, die sich um die Wiederherstellung dieser geistlichen Stätte bemühten. Die Kalvarienkreuze sind aufgrund einer zur Gänze ehrenamtlichen Privatinitiative seit November 2008 restauriert.